# Demanda colectiva
Una demanda colectiva, también conocida como  demanda en representación de un grupo o demanda representativa, es un tipo de demanda en la que una de las partes es un grupo de personas que están representadas colectivamente por uno o varios miembros de ese grupo. La acción colectiva se originó en Estados Unidos y sigue siendo predominantemente un fenómeno estadounidense, pero Canadá, así como varios países europeos con derecho civil, han introducido cambios en los últimos años para permitir a las organizaciones de consumidores presentar demandas en nombre de los consumidores.

## Descripción
En una demanda colectiva típica, un demandante demanda a un demandado o a varios demandados en nombre de un grupo, o clase, de partes ausentes. Esto difiere de una demanda tradicional, en la que una parte demanda a otra, y todas las partes están presentes en el tribunal. Aunque las normas difieren entre estados y países, las demandas colectivas son más comunes cuando las alegaciones suelen implicar al menos a 40 personas a las que el mismo demandado ha perjudicado de la misma manera. En lugar de que cada persona perjudicada interponga su propia demanda, la demanda colectiva permite que todas las reclamaciones de todos los miembros del grupo -sepan o no que han sido perjudicados- se resuelvan en un único procedimiento gracias a los esfuerzos del demandante o demandantes representativos y del abogado del grupo designado.

## Historia

### Inglaterra y el Reino Unido
El antecedente de la acción colectiva fue lo que los observadores modernos denominan "litigios colectivos", que parecen haber sido bastante comunes en la Inglaterra medieval a partir de alrededor de 1200: 38 Estos litigios implicaban a grupos de personas que demandaban o eran demandadas en acciones de derecho consuetudinario. Estos grupos solían basarse en estructuras sociales existentes, como aldeas, ciudades, parroquias y gremios. A diferencia de los tribunales modernos, los tribunales ingleses medievales no cuestionaban el derecho de los demandantes reales a demandar en nombre de un grupo o de unos pocos representantes a defender a todo un grupo: 38-40
Entre 1400 y 1700, los litigios colectivos pasaron gradualmente de ser la norma en Inglaterra a ser la excepción: 100 El desarrollo del concepto de corporación llevó a los ricos partidarios de la forma corporativa a sospechar de todas las entidades jurídicas no incorporadas, lo que a su vez condujo al concepto moderno de asociación no incorporada o voluntaria: 124-25 La tumultuosa historia de las Guerras de las Rosas y luego de la Cámara de las Estrellas dio lugar a períodos durante los cuales los tribunales de derecho consuetudinario se paralizaban con frecuencia, y de la confusión surgió el Court of Chancery (Tribunal de la Cancillería) con jurisdicción exclusiva sobre los litigios colectivos: 125-32
Hacia 1850, el Parlamento había promulgado varios estatutos caso por caso para tratar cuestiones a las que se enfrentaban regularmente ciertos tipos de organizaciones, como las sociedades anónimas, y al desaparecer el impulso para la mayoría de los tipos de litigios colectivos, entró en un pronunciado declive en la jurisprudencia inglesa del que nunca se recuperó::210–12 Se debilitó aún más por el hecho de que el Equity Pleading, en general, estaba cayendo en desgracia, lo que culminó en las Judicature Acts (actos de la judicatura) de 1874 y 1875.210-12 Los litigios colectivos estaban esencialmente muertos en el Reino Unido después de 1850.

### Estados Unidos
Las acciones colectivas sobrevivieron en Estados Unidos gracias a la influencia del juez asociado del Tribunal Supremo Joseph Story, que las importó a la legislación estadounidense a través de debates resumidos en sus dos tratados de equidad, así como en su opinión en West v. Randall (1820): 219-20. Sin embargo, Story no respaldaba necesariamente las acciones colectivas, porque "no podía concebir una función moderna o una teoría coherente para los litigios representativos": 219-20.

El antecedente más antiguo de la norma de acción colectiva en Estados Unidos se encuentra en las Federal Equity Rules (Normas federales sobre equidad) concretamente en la Equity Rule 48, promulgada en 1842.

Cuando las partes de una y otra parte sean muy numerosas, y no puedan, sin inconvenientes manifiestos y demoras opresivas en el juicio, ser traídas todas ante él, el tribunal, a su discreción, podrá prescindir de hacerlas a todas partes, y podrá proceder en el juicio, teniendo suficientes partes ante él para representar todos los intereses adversos de los demandantes y los demandados en el juicio propiamente dicho ante él. Pero en tales casos, la sentencia se dictará sin perjuicio de los derechos y pretensiones de todas las partes ausentes.

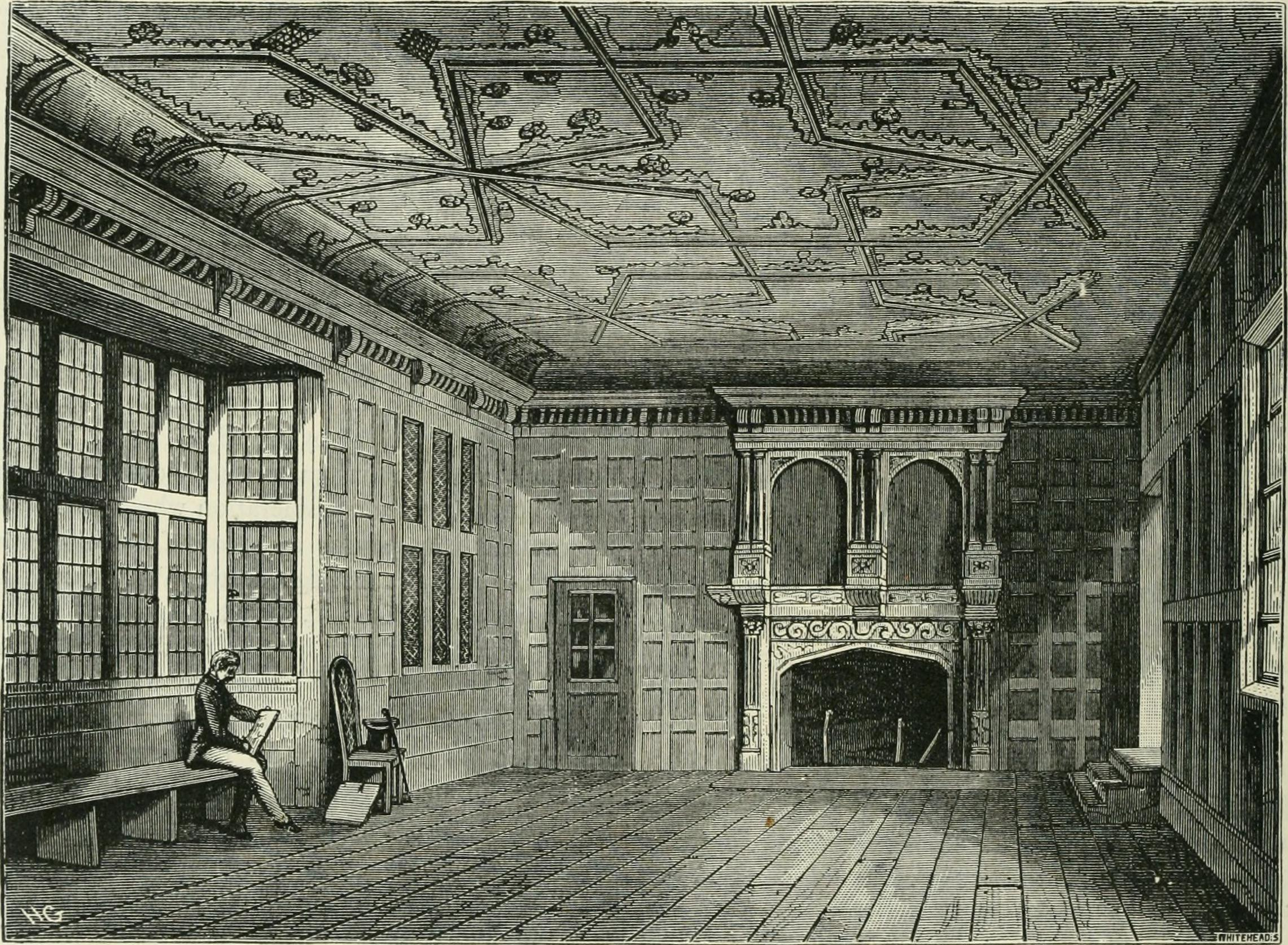
Grabado de la Cámara de las Estrellas, publicado en "Old and new London" en 1873, tomado de un dibujo realizado en 1836.

Esto permitía demandas representativas en situaciones en las que había demasiadas partes individuales (lo que ahora constituye el primer requisito para los litigios de acción colectiva: la numerosidad). Sin embargo, esta norma no permitía que dichas demandas vinculasen a partes ausentes en situación similar, lo que hacía que la norma resultase ineficaz.:221En el plazo de diez años, el Tribunal Supremo interpretó la Regla 48 de forma que pudiera aplicarse a las partes ausentes en determinadas circunstancias, pero sólo ignorando el significado llano de la regla:221-222 En las reglas publicadas en 1912, la Regla 48 fue sustituida por la Regla 38 como parte de una importante reestructuración de las Reglas de Equidad, y cuando los tribunales federales fusionaron sus sistemas procesales legales y de equidad en 1938, la Regla 38 se convirtió en la Regla 23 del Código Federal de Procedimientos Civiles.

#### Evolución moderna
Una importante revisión del FRCP en 1966 transformó radicalmente la Regla 23, convirtió la acción colectiva de exclusión voluntaria en la opción estándar y dio origen a la acción colectiva moderna. Desde entonces se han escrito tratados enteros para resumir la enorme masa de legislación que surgió de la revisión de 1966 de la Regla 23.: 229 Al igual que los litigios de grupo medievales vinculaban a todos los miembros del grupo independientemente de si todos ellos comparecían realmente ante el tribunal, la acción colectiva moderna vincula a todos los miembros del grupo, excepto a aquellos que optan por la exclusión voluntaria (si las normas les permiten hacerlo).
El Comité Consultivo que redactó la nueva Norma 23 a mediados de la década de 1960 se vio influido por dos acontecimientos importantes. El primero fue la sugerencia de Harry Kalven Jr. y Maurice Rosenfield en 1941 de que los litigios colectivos entablados por accionistas individuales en nombre de todos los accionistas de una empresa podrían complementar eficazmente la regulación gubernamental directa de los mercados de valores y otros mercados similares[2]: 232. El segundo acontecimiento fue el auge del movimiento por los derechos civiles, el ecologismo y el consumismo: 240-244. Los grupos que impulsaron estos movimientos, así como muchos otros en las décadas de 1960, 1970 y 1980, recurrieron a las demandas colectivas como medio para alcanzar sus objetivos. Por ejemplo, un tratado de derecho medioambiental de 1978 reimprimió el texto completo de la Regla 23 y mencionó "acciones colectivas" 14 veces en su índice: 244-245
Las empresas a las que se dirigen las demandas colectivas por infligir un daño agregado masivo han buscado formas de evitarlas por completo. En la década de 1990, el Tribunal Supremo de EE. UU. dictó varias sentencias que reforzaron la "política federal favorable al arbitraje". En respuesta, los abogados han añadido disposiciones a los contratos de adhesión de los consumidores denominadas "renuncias a acciones colectivas", que prohíben a los firmantes de los contratos interponer demandas colectivas. En 2011, el Tribunal Supremo de EE.UU. dictaminó en una decisión de 5-4 en el caso AT&T Mobility v. Concepcion que la Ley Federal de Arbitraje de 1925 prevalece sobre las leyes estatales que prohíben que los contratos desautoricen las demandas colectivas, lo que hará más difícil para los consumidores presentar demandas colectivas. La disidencia señalaba una cláusula de salvaguarda de la ley federal que permitía a los estados determinar cómo puede revocarse un contrato o sus cláusulas.
En dos importantes casos del siglo XXI, el Tribunal Supremo falló 5-4 en contra de la certificación de acciones colectivas debido a las diferencias en las circunstancias de cada miembro individual: primero en Wal-Mart contra Dukes (2011) y después en Comcast Corp. contra Behrend (2013).
Las empresas pueden insertar la frase "podrá optar por resolver cualquier reclamación mediante arbitraje individual" en sus contratos de consumo y de trabajo para recurrir al arbitraje y evitar demandas colectivas.
Rechazando los argumentos de que violaban los derechos de los empleados a la negociación colectiva, y que las reclamaciones de los consumidores de valor modesto se litigarían de manera más eficiente dentro de los parámetros de una demanda, el Tribunal Supremo de los Estados Unidos, en Epic Systems Corp. v. Lewis (2018), permitió el uso de las llamadas "renuncias de acción colectiva". Citando su deferencia a los principios de libertad para contratar, la opinión de Epic Systems abrió la puerta dramáticamente al uso de estas renuncias como condición de empleo, compras de consumo y similares. Algunos comentaristas contrarios a la sentencia la consideran una "sentencia de muerte" para muchas demandas colectivas en materia de empleo y consumo, y han impulsado cada vez más la legislación para eludirla con la esperanza de reavivar la capacidad de litigar en grupo de las partes que, de otro modo, no estarían suficientemente representadas. Los partidarios (en su mayoría favorables a las empresas) de la sentencia del Tribunal Supremo argumentan que es coherente con los principios de los contratos privados. Muchos de esos partidarios habían argumentado desde hacía tiempo que los procedimientos de acción colectiva eran en general incompatibles con los mandatos del debido proceso y promovían innecesariamente el litigio de demandas que, de otro modo, serían de escasa cuantía, anunciando así el efecto antilitigio de la sentencia.
En 2017, el Tribunal Supremo de EE. UU. emitió su dictamen en el caso Bristol-Meyer Squibb Co. contra el Tribunal Superior de California, 137 S. Ct. 1773 (2017), sosteniendo que más de quinientos demandantes de otros estados no pueden presentar una demanda colectiva consolidada contra el gigante farmacéutico en el Estado de California. Podría decirse que este dictamen imposibilita la interposición de demandas colectivas a escala nacional en cualquier estado que no sea el de origen del demandado.
En 2020, el Tribunal de Apelación del Undécimo Circuito dictaminó que las indemnizaciones de incentivo no son admisibles. Los incentivos son pagos relativamente modestos que se hacen a los representantes del grupo como parte de un acuerdo colectivo. La sentencia fue una respuesta a un objetor que alegó que la Regla 23 exigía que la petición de honorarios se presentara antes del plazo para que se presentaran las objeciones de los miembros del grupo; y que los pagos al representante del grupo violan la doctrina de dos casos del Tribunal Supremo de EE. UU. del siglo XIX.

### Estadísticas

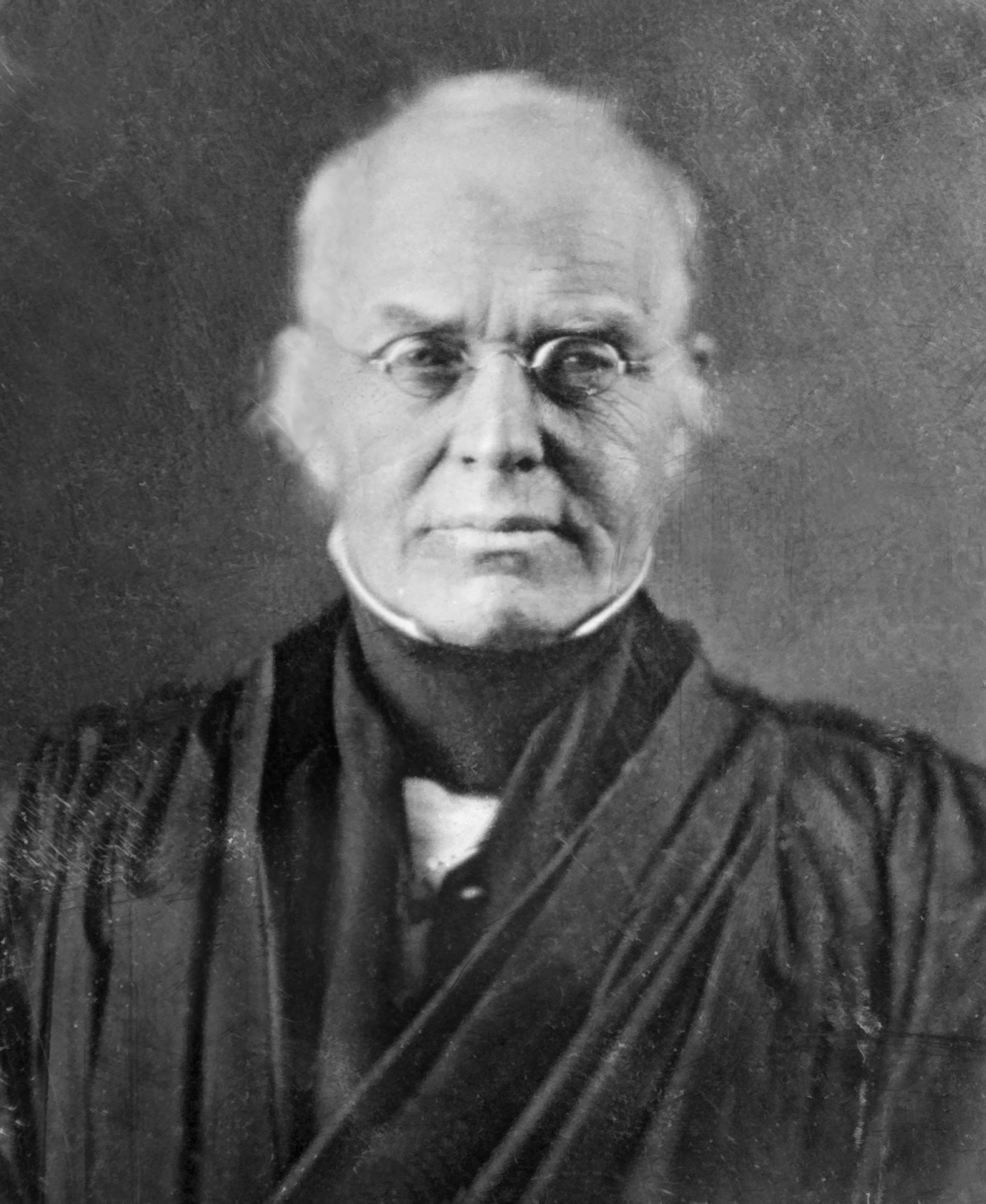
Juez Adjunto Joseph Story

En 2010, no existía ninguna lista pública de acuerdos extrajudiciales de demandas colectivas no relacionadas con valores. aunque existe una base de datos de demandas colectivas relacionadas con valores en el Stanford Law School Securities Class Action Clearinghouse y varias empresas con ánimo de lucro mantienen listas de los acuerdos extrajudiciales relacionados con valores. Un estudio sobre acuerdos federales requirió que el investigador buscara manualmente en las bases de datos de demandas los registros pertinentes, aunque no se incluyeron las demandas colectivas estatales debido a la dificultad de recopilar la información Otra fuente de datos es la Encuesta de Justicia Civil de los Tribunales Estatales de la Oficina de Estadísticas de Justicia de EE. UU., que ofrece estadísticas para el año 2005.

## Ventajas
Los defensores de las demandas colectivas afirman que ofrecen una serie de ventajas porque agrupan muchas demandas individualizadas en un pleito de representación.
En primer lugar, la acumulación puede aumentar la eficacia del proceso judicial y reducir los costes del litigio. En casos con cuestiones comunes de hecho y de derecho, la acumulación de demandas en una acción colectiva puede evitar la necesidad de repetir "días de los mismos testigos, pruebas y cuestiones de un juicio a otro". Jenkins v. Raymark Indus. Inc., 782 F.2d 468, 473 (5th Cir. 1986) (concesión de la certificación de una demanda colectiva relativa al amianto).
En segundo lugar, una acción colectiva puede superar "el problema de que las pequeñas recuperaciones no suponen un incentivo para que un individuo interponga una acción en solitario persiguiendo sus derechos". Amchem Prods, Inc. v. Windsor, 521 U.S. 591, 617 (1997) (citando Mace v. Van Ru Credit Corp., 109 F.3d 388, 344 (7th Cir. 1997)). "Una demanda colectiva resuelve este problema agregando las relativamente míseras recuperaciones potenciales en algo que merezca la pena el trabajo de alguien (normalmente un abogado)". Amchem Prods, Inc., 521 U.S. en 617 (citando Mace, 109 F.3d en 344). En otras palabras, una demanda colectiva garantiza que un demandado que comete un daño generalizado -pero lo hace mínimamente contra cada demandante individual- debe indemnizar a esos individuos por sus lesiones. Por ejemplo, miles de accionistas de una empresa pública pueden tener pérdidas demasiado pequeñas para justificar demandas separadas, pero una demanda colectiva puede interponerse eficazmente en nombre de todos los accionistas. Quizá aún más importante que la indemnización sea el hecho de que el tratamiento colectivo de las demandas puede ser la única forma de imponer los costes de las infracciones al infractor, disuadiendo así de futuras infracciones.
En tercer lugar, las demandas colectivas pueden interponerse para modificar deliberadamente el comportamiento de un colectivo al que pertenece el demandado. Landeros v. Flood (1976) fue un caso histórico resuelto por el Tribunal Supremo de California que pretendía cambiar intencionadamente el comportamiento de los médicos, animándoles a denunciar las sospechas de maltrato infantil. De lo contrario, se enfrentarían a la amenaza de una acción civil por daños y perjuicios derivados de la falta de notificación de las sospechas. Anteriormente, muchos médicos se habían mostrado reacios a denunciar los casos de aparente maltrato infantil, a pesar de que la legislación vigente así lo exigía.
En cuarto lugar, en los casos de "fondos limitados", una acción colectiva garantiza que todos los demandantes reciban reparación y que los demandantes que se presenten en primer lugar no despojen al fondo (es decir, al demandado) de todos sus activos antes de que otros demandantes puedan ser indemnizados. Véase Ortiz v. Fibreboard Corp., 527 U.S. 815 (1999). En tal situación, una demanda colectiva centraliza todas las reclamaciones en un solo lugar donde un tribunal puede dividir equitativamente los activos entre todos los demandantes si ganan el caso.
Por último, una acción colectiva evita la situación en la que diferentes resoluciones judiciales podrían crear "normas incompatibles" de conducta que el demandado debería seguir. Véase Fed. R. Civ. P. 23(b)(1)(A). Por ejemplo, un tribunal podría certificar un caso para el tratamiento de clase en el que una serie de tenedores de bonos individuales demandan para determinar si pueden convertir sus bonos en acciones ordinarias. Negarse a litigar el caso en un solo juicio podría dar lugar a resultados diferentes y a normas de conducta incoherentes para la empresa demandada. Por lo tanto, los tribunales suelen permitir una acción colectiva en este tipo de situaciones. Véase, por ejemplo, Van Gemert v. Boeing Co., 259 F. Supp. 125 (S.D.N.Y. 1966).
Que una acción colectiva sea superior a un litigio individual depende del caso y lo determina la decisión del juez sobre una moción de certificación de clase. La Nota del Comité Asesor de la Regla 23, por ejemplo, establece que los daños masivos "no son apropiados" para el tratamiento colectivo. Es posible que el tratamiento colectivo no mejore la eficacia de un perjuicio colectivo porque las reclamaciones a menudo implican cuestiones individualizadas de hecho y de derecho que tendrán que volver a juzgarse individualmente. Véase Castano v. Am. Tobacco Co., 84 F.3d 734 (5th Cir. 1996) (rechazo de una demanda colectiva a escala nacional contra empresas tabaqueras). Los agravios masivos también implican elevadas indemnizaciones por daños individuales; por lo tanto, la ausencia de tratamiento colectivo no impedirá la capacidad de los demandantes individuales para buscar justicia. Otros casos, sin embargo, pueden ser más propicios al tratamiento colectivo.

El preámbulo de la Class Action Fairness Act (Ley de Equidad de las Demandas Colectivas) de 2005, aprobada por el Congreso de los Estados Unidos, establece:
Las demandas colectivas son una parte importante y valiosa del sistema jurídico cuando permiten la resolución justa y eficaz de reclamaciones legítimas de numerosas partes al permitir que las reclamaciones se acumulen en una única acción contra un demandado que supuestamente ha causado un perjuicio.

## Críticas
Existen varias críticas a las demandas colectivas. En el preámbulo de la Ley de Equidad de las Demandas Colectivas se afirmaba que algunas demandas colectivas abusivas perjudicaban a los miembros de la clase con reclamaciones legítimas y a los demandados que habían actuado de forma responsable, afectaban negativamente al comercio interestatal y socavaban el respeto público por el sistema judicial del país.
Los miembros de la demanda colectiva a menudo obtienen poco o ningún beneficio de las demandas colectivas. Entre los ejemplos citados al respecto se incluyen los elevados honorarios de los abogados, mientras que los miembros de la demanda colectiva se quedan con cupones u otras indemnizaciones de poco o ningún valor; se conceden indemnizaciones injustificadas a determinados demandantes a expensas de otros miembros de la demanda colectiva; y se publican notificaciones confusas que impiden que los miembros de la demanda colectiva puedan comprender plenamente y ejercer efectivamente sus derechos.
Por ejemplo, en Estados Unidos, las demandas colectivas a veces vinculan a todos los miembros del grupo con un acuerdo de bajo importe. Estos "coupon settlements" (acuerdos de cupón) (que suelen permitir a los demandantes recibir un pequeño beneficio, como un pequeño cheque o un cupón para futuros servicios o productos con la empresa demandada) son una forma de que un demandado evite una responsabilidad mayor al impedir que muchas personas litiguen sus demandas por separado, para recuperar una compensación razonable por los daños. Sin embargo, la legislación vigente exige la aprobación judicial de todos los acuerdos de demanda colectiva y, en la mayoría de los casos, se da a los miembros del grupo la oportunidad de optar por no participar en el acuerdo colectivo, aunque los miembros del grupo, a pesar de los avisos de opción de exclusión, pueden desconocer su derecho a optar por no participar porque no recibieron el aviso, no lo leyeron o no lo entendieron.
La Ley de Equidad en las Demandas Colectivas de 2005 aborda estas preocupaciones. Un experto independiente puede examinar los acuerdos de cupones antes de la aprobación judicial para garantizar que el acuerdo será de valor para los miembros del grupo (28 U.S.C.A. 1712(d)). Además, si la acción prevé la liquidación mediante cupones, "la parte de los honorarios del abogado del grupo atribuible a la adjudicación de los cupones se basará en el valor que tengan para los miembros del grupo los cupones canjeados". 28 U.S.C.A. 1712(a).

## Ética
Las demandas colectivas plantean importantes retos éticos. Los demandados pueden celebrar subastas inversas y cualquiera de las partes puede entablar conversaciones colusorias para llegar a un acuerdo. Las subclases pueden tener intereses muy distintos a los de la clase, pero recibir el mismo trato. Los acuerdos propuestos podrían ofrecer a algunos grupos (como los antiguos clientes) beneficios mucho mayores que a otros. En un documento presentado en una conferencia de la ABA sobre demandas colectivas en 2007, los autores comentaron que "los casos que compiten entre sí también pueden ofrecer oportunidades para discusiones colusorias sobre acuerdos y subastas inversas por parte de demandados ansiosos por resolver su nueva exposición al coste más económico".

## Demanda colectiva de la parte demandada
Aunque normalmente los demandantes son la parte colectiva, las demandas colectivas de demandados también son posibles. Por ejemplo, en 2005, la arquidiócesis católica romana de Portland, en Oregón, fue demandada en el marco del escándalo de abusos sexuales de sacerdotes católicos. Todos los feligreses de las iglesias de la arquidiócesis fueron citados como parte demandada. Esto se hizo para incluir sus bienes (iglesias locales) en cualquier acuerdo. Cuando tanto los demandantes como los demandados se han organizado en clases aprobadas por el tribunal, la acción se denomina acción colectiva bilateral.

## Acciones colectivas
En una demanda colectiva, el demandante solicita la aprobación del tribunal para litigar en nombre de un grupo de personas en situación similar. No todos los demandantes buscan o pueden obtener dicha aprobación. Como alternativa procesal, el abogado del demandante puede intentar inscribir como cliente a todas las personas en situación similar que pueda encontrar. El abogado del demandante puede entonces unir las reclamaciones de todas estas personas en una sola demanda, lo que se denomina una "acción colectiva", con la esperanza de tener la misma eficacia e influencia económica que si se hubiera certificado una clase.
Dado que las demandas colectivas funcionan al margen de los procedimientos detallados establecidos para las demandas colectivas, pueden plantear dificultades especiales tanto para los demandantes como para los demandados y el tribunal. Por ejemplo, la resolución de las demandas colectivas sigue un camino previsible de negociación con los abogados y representantes del grupo, examen judicial y notificación. Puede que no haya forma de resolver de manera uniforme todas las numerosas demandas presentadas a través de una acción colectiva. Algunos Estados permiten, por ejemplo, que los abogados de los demandantes lleguen a un acuerdo para todos los demandantes de la demanda colectiva según un voto mayoritario. Otros estados, como Nueva Jersey, exigen que cada demandante apruebe la resolución de sus demandas individuales.

## Legislación sobre acciones colectivas

### Argentina
Las acciones colectivas fueron reconocidas en el caso "Halabi" (Tribunal Supremo, 2009).

### Australia y Nueva Zelanda
Las acciones colectivas no entraron a formar parte del panorama jurídico australiano hasta que el Parlamento Federal modificó la Ley del Tribunal Federal de Australia ("la FCAA") en 1992 para introducir los "procedimientos representativos", el equivalente a las "acciones colectivas" estadounidenses.
Del mismo modo, las acciones colectivas aparecieron lentamente en el ordenamiento jurídico neozelandés. Sin embargo, un grupo puede entablar un litigio a través de la acción de un representante en virtud del Reglamento del Tribunal Superior, que establece que una o varias personas pueden demandar en nombre o en beneficio de todas las personas "con el mismo interés en el objeto de un proceso". La presencia y expansión de los financiadores de litigios han desempeñado un papel importante en la aparición de las demandas colectivas en Nueva Zelanda. Por ejemplo, el procedimiento "Fair Play on Fees" (Juego limpio en las tasas) en relación con las comisiones de penalización cobradas por los bancos fue financiado por Litigation Lending Services (LLS), una empresa especializada en la financiación y gestión de litigios en Australia y Nueva Zelanda. Fue la mayor demanda colectiva de la historia de Nueva Zelanda.

### Austria
El Código Procesal Civil austriaca (Zivilprozessordnung - ZPO) no prevé un procedimiento especial para las demandas colectivas complejas. Sin embargo, las organizaciones de consumidores austriacas (Verein für Konsumenteninformation (VKI) y la Cámara Federal de Trabajo / Bundesarbeitskammer) han presentado demandas en nombre de cientos o incluso miles de consumidores. En estos casos, los consumidores individuales cedieron sus reclamaciones a una entidad, que a continuación ha entablado un pleito ordinario (entre dos partes) sobre las reclamaciones cedidas. Los beneficios monetarios se redistribuyeron entre la clase. Esta técnica, denominada "class action a la austriaca", permite una reducción significativa de los costes globales. El Tribunal Supremo austriaco, en una sentencia, confirmó la admisibilidad legal de estas demandas a condición de que todas las reclamaciones se basen esencialmente en los mismos motivos.
El Parlamento austriaco solicitó unánimemente al Ministerio Federal de Justicia austriaco que estudiara la posibilidad de una nueva legislación que estableciera una forma rentable y adecuada de tramitar las reclamaciones masivas. Junto con el Ministerio Federal de Asuntos Sociales, Sanidad, Atención y Protección al Consumidor, el Ministerio de Justicia abrió el debate con una conferencia celebrada en Viena en junio de 2005. Con la ayuda de un grupo de expertos de muchos campos, el Ministerio de Justicia empezó a redactar la nueva ley en septiembre de 2005. Como las posiciones individuales eran muy diversas, no se pudo alcanzar un consenso político.

### Canadá
Las leyes provinciales de Canadá permiten las demandas colectivas. Todas las provincias permiten demandas colectivas de demandantes y algunas permiten demandas colectivas de demandados. Quebec fue la primera provincia en promulgar legislación sobre demandas colectivas, en 1978. Ontario fue la siguiente, con la Ley de Procesos Colectivos de 1992. En 2008, 9 de las 10 provincias habían promulgado una amplia legislación sobre acciones colectivas. En la Isla del Príncipe Eduardo, donde no existe una legislación integral, tras la decisión del Tribunal Supremo de Canadá en Western Canadian Shopping Centres Inc. contra Dutton, [2001] 2 S.C.R. 534, las acciones colectivas pueden promoverse en virtud de una norma judicial local. El Tribunal Federal de Canadá permite las acciones colectivas en virtud de la Parte V.1 del Reglamento de los Tribunales Federales.
La legislación de Saskatchewan, Manitoba, Ontario y Nueva Escocia se ha interpretado, expresamente o por opinión judicial, en el sentido de permitir lo que se conoce informalmente como acciones colectivas nacionales de "exclusión voluntaria", en virtud de las cuales los residentes de otras provincias pueden ser incluidos en la definición de la acción colectiva y quedar potencialmente vinculados por la sentencia del tribunal sobre cuestiones comunes, a menos que opten por la exclusión voluntaria en la forma y el plazo prescritos. Las sentencias judiciales han determinado que esto permite a un tribunal de una provincia incluir a residentes de otras provincias en la acción colectiva sobre una base de "exclusión voluntaria".
Las opiniones judiciales han indicado que los poderes legislativos nacionales provinciales de exclusión voluntaria no deben ejercerse para interferir con la capacidad de otra provincia de certificar una acción colectiva paralela para residentes de otras provincias. Por lo general, el primer tribunal que certifique excluirá a los residentes de las provincias cuyos tribunales hayan certificado una demanda colectiva paralela. Sin embargo, en el litigio Vioxx, dos tribunales provinciales certificaron acciones colectivas superpuestas por las que residentes canadienses eran miembros de dos acciones colectivas en dos provincias. Ambas decisiones están siendo recurridas.
Otras legislaciones pueden prever acciones representativas en nombre de un gran número de demandantes, independientemente de los procedimientos de acción colectiva. Por ejemplo, en virtud de la Ley de Propiedad Horizontal de Ontario, la corporación que gobierna un condominio puede interponer una demanda en nombre de los propietarios por daños a los elementos comunes del condominio, aunque la corporación no sea propietaria de los elementos comunes.
La mayor demanda colectiva en Canadá se resolvió en 2005 después de que Nora Bernard iniciara los trámites que llevaron a que unos 79.000 supervivientes del sistema de internados de Canadá demandaran al gobierno canadiense. El acuerdo ascendió a más de 5.000 millones de dólares.

### Chile
Chile aprobó las acciones colectivas en 2004. El modelo chileno es técnicamente una acción colectiva de exclusión voluntaria, seguida de una etapa indemnizatoria que puede ser colectiva o individual. Esto significa que la acción de clase está diseñada para declarar la responsabilidad general del demandado con efectos erga omnes si y sólo si el demandado es declarado responsable, y la sentencia declarativa puede utilizarse entonces para reclamar daños y perjuicios en el mismo procedimiento o en otros individuales en distintas jurisdicciones. En este último caso, no puede discutirse la responsabilidad, sino sólo los daños y perjuicios. Allí, bajo las normas procesales chilenas, un caso particular funciona como una acción colectiva opt-out por daños y perjuicios. Este es el caso cuando los demandados pueden identificar y compensar directamente a los consumidores, es decir, porque se trata de su institución bancaria. En tales casos, el juez puede saltarse la fase indemnizatoria y ordenar directamente la reparación. Desde 2005 se han presentado más de 100 casos, en su mayoría por el Servicio Nacional del Consumidor [SERNAC], la agencia chilena de protección de los consumidores. Los casos más destacados han sido Condecus contra BancoEstado y SERNAC contra La Polar.

### Francia
Según la legislación francesa, una asociación puede representar los intereses colectivos de los consumidores; sin embargo, cada demandante debe ser nombrado individualmente en la demanda. El 4 de enero de 2005, el presidente Chirac instó a introducir cambios que proporcionaran una mayor protección a los consumidores. En abril de 2006 se propuso un proyecto de ley que no fue aprobado.
Tras el cambio de mayoría en Francia en 2012, el nuevo Gobierno propuso introducir las acciones colectivas en la legislación francesa. El proyecto de "loi Hamon" de mayo de 2013 pretendía limitar la acción colectiva a los litigios en materia de consumo y competencia. La ley fue aprobada el 1 de marzo de 2014.

### Alemania
En general, las acciones colectivas no están permitidas en Alemania, ya que la legislación alemana no reconoce el concepto de una clase específica afectada por determinadas acciones. Esto requiere que cada demandante demuestre individualmente que se ha visto afectado por una acción, y presente sus daños individuales, y pruebe la causalidad entre ambas partes.
El litigio conjunto (Streitgenossenschaft) es un acto jurídico que puede permitir demandantes que se encuentren en la misma comunidad jurídica con respecto al litigio, o que tengan derecho por la misma razón de hecho o de derecho. No suelen considerarse demandas colectivas, ya que cada demandante individual tiene derecho a una indemnización por sus daños individuales y no por ser miembro de una clase.
La acumulación de causas judiciales (Prozessverbindung) es otro método que permite al juez acumular varias causas judiciales separadas en un único juicio con un único veredicto. De acuerdo con el artículo 147 del ZPO, esto sólo es permisible si todos los casos se refieren a los mismos hechos y fundamentos de derecho.

#### Mediación
El Derecho de sociedades ofrece una auténtica ampliación de los efectos jurídicos de una resolución judicial más allá de las partes implicadas en el procedimiento. Este procedimiento se aplica a la revisión de los pagos de acciones en virtud de la Ley de Sociedades Anónimas (Aktiengesetz). De conformidad con el art. 13 frase 2 de la Ley de Procedimiento de Mediación (Spruchverfahrensgesetz §), la decisión judicial relativa a la desestimación o dirección de un acuerdo vinculante de una compensación adecuada es efectiva para y contra todos los accionistas, incluidos aquellos que ya han acordado un acuerdo previo en esta materia.

#### Modelo de procedimiento para inversores
La Ley de casos modelo para inversores de capital (Kapitalanleger-Musterverfahrensgesetz) es un intento de permitir la presentación de casos modelo por un gran número de partes potencialmente afectadas en caso de litigios, limitados al mercado de inversión. A diferencia de las demandas colectivas estadounidenses, cada parte afectada debe presentar una demanda en su propio nombre para participar en los procedimientos modelo.

#### Modelo de acción declarativa
A partir del 1 de noviembre de 2018, el Código de Procedimiento Civil (Zivilprozessordnung) introdujo la  Modelo de Acción Declaratoria (§ 606 ZPO) que creó la capacidad de agrupar reclamaciones similares de muchas partes afectadas de manera eficiente en un solo procedimiento.
Las Asociaciones de Protección de los Consumidores registradas pueden solicitar -si representan al menos a 10 particulares- una decisión judicial (general) sobre si se cumplen o no los requisitos de hecho y de derecho para las reclamaciones o relaciones jurídicas. Estos particulares tienen que registrarse para poder inhibirse de sus reclamaciones. Dado que estas Adjudicaciones son más bien de carácter general, cada particular debe hacer valer sus pretensiones en su propio procedimiento judicial. El tribunal competente está vinculado por la decisión del Modelo de Acción Declarativa.

#### Acción asociativa
El Derecho alemán también reconoce la Acción Asociativa (Verbandsklage), que es comparable a la acción colectiva y se utiliza predominantemente en Derecho medioambiental. En el Derecho civil, la Acción Asociativa está representada por un organismo extranjero para hacer valer y ejecutar demandas individuales y el demandante ya no puede controlar el procedimiento.

#### Acción colectiva en relación con Estados Unidos
Los alemanes pueden presentar demandas colectivas en EE. UU. por sucesos ocurridos en Alemania si los hechos del caso están relacionados con EE. UU.. Por ejemplo, en el caso de la catástrofe ferroviaria de Eschede, se admitió la demanda porque varios perjudicados procedían de EE. UU. y habían comprado billetes de tren allí.

### India
Las decisiones del Tribunal Supremo indio en la década de 1980 flexibilizaron los estrictos requisitos de locus standi para permitir la presentación de demandas en nombre de los derechos de los sectores desfavorecidos de la sociedad por parte de individuos u organismos con mentalidad pública. Aunque no se trata estrictamente de "litigios colectivos", tal y como se entienden en el Derecho estadounidense, los litigios de interés público surgieron de los amplios poderes de revisión judicial otorgados al Tribunal Supremo de la India y a los distintos tribunales superiores en virtud de los artículos 32 y 226 de la Constitución de la India. El tipo de reparación que se solicita a los tribunales en los Litigios de Interés Público va más allá de la mera concesión de indemnizaciones por daños y perjuicios a todos los grupos afectados, y en ocasiones (de forma controvertida) ha llegado a incluir la supervisión judicial de la aplicación de la legislación e incluso la elaboración de directrices en ausencia de legislación parlamentaria.
Sin embargo, esta jurisprudencia innovadora no ayudó a las víctimas de la tragedia del gas de Bhopal, que no pudieron entablar plenamente un litigio de acción colectiva (tal como se entiende en el sentido estadounidense) contra Union Carbide debido a unas normas procesales que harían imposible concluir dicho litigio y difícil de llevar a cabo. En su lugar, el Gobierno de la India ejerció su derecho de parens patriae para apropiarse de todas las reclamaciones de las víctimas y procedió a litigar en su nombre, primero en los tribunales de Nueva York y, posteriormente, en los de la India. Al final, la Unión de la India y Union Carbide llegaron a un acuerdo (supervisado por el Tribunal Supremo de la India) por un importe de ₹760 millones de rupias (95 millones de dólares) para saldar todas las reclamaciones de las víctimas en el futuro.
Los litigios de interés público han ampliado su alcance para abarcar a grupos cada vez más amplios de ciudadanos que pueden verse afectados por la inacción del gobierno. Ejemplos de esta tendencia son la conversión de todos los transportes públicos de la ciudad de Delhi de motores diésel a motores de gas natural comprimido por orden del Tribunal Superior de Delhi; la supervisión del uso de los bosques por los Tribunales Superiores y el Tribunal Supremo para garantizar que no se produzca una pérdida injustificada de la cubierta forestal; y las instrucciones que obligan a revelar los bienes de los candidatos electorales a las Cámaras del Parlamento y la Asamblea Estatal.
El Tribunal Supremo ha observado que la ILP ha tendido a convertirse en un medio para ganar publicidad u obtener desagravios contrarios a la legislación y la política constitucionalmente válidas. Los observadores señalan que muchos Tribunales Superiores y algunos jueces del Tribunal Supremo son reacios a admitir a trámite las ILP presentadas por organizaciones no gubernamentales y activistas, alegando la separación de poderes y la soberanía parlamentaria.

### Irlanda
En el Derecho irlandés, no existe la "acción colectiva" propiamente dicha. La financiación de litigios por terceros está prohibida en el Derecho irlandés. En su lugar, existe la "acción representativa" (en irlandés: gníomh ionadaíoch) o "caso de prueba" (cás samplach). Una acción representativa es "cuando un demandante o demandado, con el mismo interés que un grupo de demandantes o demandados en una acción, incoa o defiende un procedimiento en nombre de ese grupo de demandantes o demandados".
En Irlanda se han realizado algunas pruebas:
- el escándalo del cáncer CervicalCheck
- venta engañosa de productos financieros
- reclamo por daños y perjuicios presentada por transportistas irlandeses contra la fijación de precios por parte de los fabricantes europeos de camiones[41]

### Italia
Italia cuenta con legislación sobre acciones colectivas. Las asociaciones de consumidores pueden presentar demandas en nombre de grupos de consumidores para obtener órdenes judiciales contra empresas que causen perjuicios o daños a los consumidores. Este tipo de demandas van en aumento, y los tribunales italianos las han admitido contra bancos que siguen aplicando intereses compuestos a los descubiertos en cuenta corriente de los clientes minoristas. La introducción de las demandas colectivas está en la agenda del gobierno. El 19 de noviembre de 2007, el Senato della Reppublica (Senado de la República) aprobó una ley de acciones colectivas en Finanziaria 2008, un documento financiero para la gestión económica del Gobierno. Desde el 10 de diciembre de 2007, por orden del sistema legislativo italiano, la ley se encuentra en la Cámara y tiene que ser aprobada también por la Camera dei Deputati (Cámara de Diputados), la segunda cámara del Parlamento italiano, para convertirse en una ley efectiva. En 2004, el Parlamento italiano consideró la introducción de un tipo de acción colectiva, específicamente en el ámbito del derecho de los consumidores. No se ha promulgado tal ley, pero los estudiosos demostraron que las acciones de clase (azioni rappresentative) no contrastan con los principios italianos de procedimiento civil. Las acciones colectivas se regulan en el art. 140 bis del Código de Consumo italiano y está en vigor desde el 1 de julio de 2009.  El 19 de mayo de 2021 entró finalmente en vigor la reforma del marco jurídico italiano sobre acciones colectivas. Las nuevas normas, diseñadas por la Ley n. 31 y publicadas el 18 de abril de 2019, (Ley n. 31/2019), estaban inicialmente destinadas a entrar en vigor el 19 de abril de 2020, pero se habían retrasado dos veces. Las nuevas normas sobre acciones colectivas están ahora incluidas en el Código de Procedimiento Civil italiano (CIPC). En general, la nueva acción de clase parece ser un instrumento viable que, a través de un sistema de incentivos económicos, podría superar la apatía racional de los titulares de pequeñas reclamaciones y garantizar la reparación.

### Países Bajos
La legislación neerlandesa permite a las asociaciones (verenigingen) y fundaciones (stichtingen) interponer la denominada acción colectiva en nombre de otras personas, siempre que puedan representar los intereses de dichas personas con arreglo a sus estatutos (statuten) (artículo 3:305a del Código Civil neerlandés). Se permiten todo tipo de acciones. Esto incluye una demanda por daños y perjuicios monetarios, siempre que el hecho se haya producido después del 15 de noviembre de 2016 (de conformidad con la nueva legislación que entró en vigor el 1 de enero de 2020). La mayoría de las demandas colectivas de la última década se han producido en el ámbito del fraude de valores y los servicios financieros. La asociación o fundación actora puede llegar a un acuerdo colectivo con el demandado. El acuerdo también puede incluir -y suele consistir principalmente en- una compensación monetaria por daños y perjuicios. Dicho acuerdo puede ser declarado vinculante para todas las partes perjudicadas por el Tribunal de Apelación de Ámsterdam (artículo 7:907 del Código Civil neerlandés). Las partes perjudicadas tienen derecho a renunciar durante el periodo de renuncia establecido por el Tribunal, que suele ser de 3 a 6 meses. Los acuerdos entre perjudicados de fuera de los Países Bajos también pueden ser declarados vinculantes por el Tribunal. Dado que los tribunales de EE. UU. son reacios a aceptar demandas colectivas presentadas en nombre de perjudicados no residentes en EE. UU. que han sufrido daños por actos u omisiones cometidos fuera de EE. UU., las combinaciones de demandas colectivas de EE. UU. y demandas colectivas neerlandesas pueden llegar a un acuerdo que abarque a demandantes de todo el mundo. Un ejemplo de ello es el acuerdo sobre reservas de petróleo de Royal Dutch Shell, que se declaró vinculante tanto para los demandantes estadounidenses como para los no estadounidenses.

### Polonia
Desde el 19 de julio de 2010, la legislación polaca permite la "Pozew zbiorowy" o acción colectiva. Se requiere un mínimo de 10 personas que demanden basándose en la misma ley.

### Rusia
La legislación rusa permite los litigios colectivos desde 2002. Los criterios básicos son, como en Estados Unidos, la numerosidad, la homogeneidad y la tipicidad.

### España
La legislación española permite a las asociaciones de consumidores designadas emprender acciones para proteger los intereses de los consumidores. Varios grupos ya están facultados para interponer acciones colectivas o de clase: determinadas asociaciones de consumidores, organismos legalmente constituidos para defender el "interés colectivo" y grupos de perjudicados.
Los recientes cambios en las normas procesales civiles españolas incluyen la introducción de un derecho de acción casi colectiva para que determinadas asociaciones de consumidores reclamen daños y perjuicios en nombre de clases no identificadas de consumidores. Las normas exigen que las asociaciones de consumidores representen a un número adecuado de afectados que hayan sufrido el mismo perjuicio. Además, cualquier sentencia dictada por un tribunal español enumerará los beneficiarios individuales o, si esto no es posible, las condiciones que deben cumplirse para que una parte se beneficie de una sentencia.

### Suiza
La legislación suiza no permite ninguna forma de acción colectiva. Cuando el gobierno propuso un nuevo código federal de procedimiento civil en 2006, en sustitución de los códigos cantonales de procedimiento civil, rechazó la introducción de acciones colectivas, argumentando que:
[Es] ajeno al pensamiento jurídico europeo permitir que alguien ejerza derechos en nombre de un gran número de personas si éstas no participan como partes en la acción... Además, la acción colectiva es controvertida incluso en su país de origen, EE.UU., porque puede dar lugar a importantes problemas procesales... Por último, la acción colectiva puede ser objeto de abusos abiertos o discretos. Las sumas demandadas suelen ser enormes, de modo que se puede obligar al demandado a ceder, si no quiere enfrentarse a un repentino endeudamiento enorme y a la insolvencia (el llamado chantaje legal).

### Reino Unido

#### Inglaterra y Gales
Las Reglas de Procedimiento Civil de los tribunales de Inglaterra y Gales entraron en vigor en 1999 y han previsto acciones representativas en circunstancias limitadas (en virtud de la Parte 19.6). Estas no se han utilizado mucho, con solo dos casos reportados en el tribunal de primera instancia en los primeros diez años después de la entrada en vigor de las Reglas de Procedimiento Civil. Sin embargo, un mecanismo sectorial fue adoptado por la Ley de Derechos del Consumidor de 2015, que entró en vigor el 1 de octubre de 2015. En virtud de las disposiciones de la misma, los procedimientos colectivos opt-in o opt-out pueden ser certificados por infracciones de la ley de competencia. Este es actualmente el mecanismo más parecido a una acción colectiva en Inglaterra y Gales.

### Estados Unidos
En Estados Unidos, el representante del grupo, también denominado demandante principal, demandante designado o demandante representativo, es la parte designada en una demanda colectiva. Aunque el representante del grupo se designa como parte en el litigio, el tribunal debe aprobar al representante del grupo cuando certifica la demanda como demanda colectiva.
El representante del grupo debe ser capaz de representar los intereses de todos los miembros de la clase, siendo típico de los miembros de la clase y no teniendo conflictos con ellos. Es responsable de contratar al abogado, presentar la demanda, asesorar sobre el caso y aceptar cualquier acuerdo. A cambio, el representante de la clase puede tener derecho a una indemnización (a discreción del tribunal) con cargo a la cantidad recuperada.

#### Locus standi
En las demandas colectivas de valores que alegan infracciones del artículo 11 de la Ley de valores de 1933, "los directivos y administradores son responsables junto con la sociedad de las falsedades materiales contenidas en la declaración de registro".
Para tener "legitimación" para demandar en virtud del artículo 11 de la Ley de 1933 en una demanda colectiva, un demandante debe poder demostrar que puede "rastrear" sus acciones hasta la declaración de registro en cuestión, en relación con la cual se alega una declaración falsa u omisión material. En ausencia de la posibilidad de rastrear realmente sus acciones, como ocurre cuando los valores emitidos en múltiples momentos son mantenidos por la Depository Trust Company en una masa fungible y el rastreo físico de acciones concretas puede ser imposible, el demandante puede verse impedido de proseguir su demanda por falta de legitimación activa.

#### Tribunales federales
En los tribunales federales, las demandas colectivas se rigen por la Regla 23 de las Reglas Federales de Procedimiento Civil y 28 U.S.C.A. § 1332(d). Sólo se permite que los casos en los tribunales federales procedan como demandas colectivas si el tribunal tiene jurisdicción para conocer del caso, y si éste cumple los criterios establecidos en la Regla 23. En la gran mayoría de las demandas colectivas federales, el colectivo actúa como demandante. Sin embargo, la Regla 23 también prevé acciones colectivas del demandado.Normalmente, se considera que los tribunales federales son más favorables para los demandados y los tribunales estatales más favorables para los demandantes. Muchas demandas colectivas se presentan inicialmente ante tribunales estatales. Es frecuente que el demandado intente trasladar el caso a un tribunal federal. La Ley de Equidad en las Demandas Colectivas de 2005 (Class Action Fairness Act of 2005)[64] aumenta la capacidad de los demandados para trasladar los casos estatales a los tribunales federales, otorgando a estos últimos la jurisdicción original para todas las demandas colectivas por daños y perjuicios superiores a 5.000.000 de dólares, excluidos intereses y costas. La Ley de Equidad en las Demandas Colectivas contiene excepciones para, entre otras cosas, las demandas colectivas de accionistas cubiertas por la Ley de Reforma de Litigios de Valores Privados  de 1995 (Private Securities Litigation Reform Act of 1995) y las relativas a cuestiones de gobierno corporativo interno (estas últimas suelen presentarse como demandas derivadas de accionistas en los tribunales estatales de Delaware, el estado de constitución de la mayoría de las grandes empresas).

#### Jurisdicción
Las demandas colectivas pueden interponerse ante un tribunal federal si la demanda se fundamenta en la legislación federal o si la demanda entra en el ámbito de aplicación del artículo 28 U.S.C. § 1332(d). En virtud del § 1332(d)(2), los tribunales federales de distrito tienen competencia originaria sobre cualquier acción civil cuando la cuantía en litigio supere los 5.000.000 de dólares y
- cualquier miembro de una clase de demandantes es ciudadano de un Estado distinto de cualquier demandado; o
- cualquier miembro de una clase de demandantes es un Estado extranjero o un ciudadano o súbdito de un Estado extranjero y cualquier demandado es ciudadano de un Estado; o
- cualquier miembro de una clase de demandantes es ciudadano de un Estado y cualquier demandado es un Estado extranjero o un ciudadano o súbdito de un Estado extranjero.[63]

Los grupos de demandantes de ámbito nacional son posibles, pero tales demandas deben tener una coincidencia de cuestiones a través de las fronteras estatales. Esto puede resultar difícil si la legislación civil de los distintos Estados carece de elementos comunes significativos. Las demandas colectivas de gran envergadura interpuestas ante un tribunal federal suelen consolidarse a efectos prejudiciales mediante el mecanismo de litigios multidistrital (MDL). También es posible interponer demandas colectivas con arreglo a la legislación estatal y, en algunos casos, el tribunal puede ampliar su jurisdicción a todos los miembros del grupo, incluso fuera del estado (o incluso internacionalmente), ya que el elemento clave es la jurisdicción que el tribunal tiene sobre el demandado.

#### Validación del grupo en virtud de la Regla 23
Para que el caso proceda como una demanda colectiva y vincule a los miembros ausentes de la clase, el tribunal debe certificar la clase en virtud de la Regla 23 a petición de la parte que desee proceder de forma colectiva. Para que se certifique una demanda colectiva, la parte actora debe cumplir todos los criterios enumerados en la Regla 23(a) y al menos uno de los criterios enumerados en la Regla 23(b).
Los criterios del 23(a) se denominan numerosidad, homogeneidad, tipicidad e idoneidad. La numerosidad se refiere al número de personas que componen el grupo. Para ser certificada, la demanda colectiva debe tener suficientes miembros como para que sea impracticable simplemente añadir a cada uno de ellos como parte nombrada en el pleito. No existe una regla clara para determinar la numerosidad, pero las demandas colectivas con cientos de miembros suelen considerarse suficientemente numerosas. Para satisfacer el requisito de homogeneidad, debe existir una cuestión común de hecho y de derecho tal que "la determinación de su verdad o falsedad resuelva de un plumazo una cuestión fundamental para la validez de cada una de las demandas". El requisito de tipicidad garantiza que las reclamaciones o defensas del demandante designado sean típicas de las de todos los demás miembros del grupo. Por último, el requisito de idoneidad establece que el demandante designado debe representar justa y adecuadamente los intereses de los miembros del grupo ausentes.
La Regla 23(b)(3) permite la certificación de clase si "las cuestiones de hecho o de derecho comunes a los miembros de la clase predominan sobre cualquier cuestión que afecte sólo a los miembros individuales, y que una acción de clase es superior a otros métodos disponibles para adjudicar justa y eficientemente la controversia".

#### Notificación y acuerdo
En la mayoría de los casos, las garantías procesales exigen que se envíe, publique o difunda entre los miembros del grupo una notificación en la que se describa la acción colectiva. Como parte de este procedimiento de notificación, es posible que deban enviarse varias notificaciones: en primer lugar, una notificación que permita a los miembros de la demanda colectiva excluirse de la misma, es decir, si las personas desean continuar con su propio litigio, tienen derecho a hacerlo, siempre y cuando notifiquen oportunamente al abogado de la demanda colectiva o al tribunal su decisión de excluirse. En segundo lugar, si hay una propuesta de acuerdo, el tribunal suele ordenar al abogado del grupo que envíe una notificación de acuerdo a todos los miembros del grupo certificado, informándoles de los detalles del acuerdo propuesto.

#### Tribunales estatales
Desde 1938, muchos Estados han adoptado normas similares a las FRCP. Sin embargo, algunos estados, como California, tienen sistemas procesales civiles que se desvían significativamente de las normas federales; los Códigos de California prevén cuatro tipos distintos de acciones colectivas. En consecuencia, existen dos tratados distintos dedicados exclusivamente al complejo tema de las acciones colectivas en California. Algunos estados, como Virginia, no prevén ninguna acción colectiva, mientras que otros, como Nueva York, limitan los tipos de demandas que pueden presentarse como acciones colectivas.

## En la ficción
La novela de John Grisham de 2003 El rey de los pleitos es una fábula sobre los aciertos y errores de las demandas colectivas.

### Estados Unidos
- Manual for Complex Litigation, Fourth
- Stanford Securities Class Action Clearinghouse
- Class Action Lawsuits: A Legal Overview for the 115th Congress Congressional Research Service
- Class Actions Seven Years After the Class Action Fairness Act: Hearing before the Subcommittee on the Constitution of the Committee on the Judiciary, House of Representatives, One Hundred Twelfth Congress, Second Session, June 1, 2012

### Europa
- Collective Redress in Europe

- Datos: Q2783852